# Kimberly Hart
Kimberly Ann Hart (vaak gewoon Kim genoemd) is een personage uit de televisieserie Power Rangers. Ze werd gespeeld door Amy Jo Johnson en door Maxxe Sternbaum.
Kimberly is een van de originele vijf Power Rangers die werd gekozen door Zordon toen Rita Repulsa de Aarde aanviel.

## Biografie
Kimberly werd geïntroduceerd in de serie als een typische valley girl, maar wel een die veel aandacht had voor haar vrienden. Gedurende de serie gebruikte zij vaak sarcastische of beledigende opmerkingen ter verdediging. Maar naarmate de serie vorderde werd ze vriendelijker.
Skull, een van de lokale pestkoppen op school, was verliefd op haar totdat ze een relatie kreeg met Tommy Oliver. In seizoen 3 bleek hij echter nog steeds gevoelens voor haar te hebben toen ze door een van Rita’s spreuken Tommy tijdelijk dumpte.
Alle leden van het team hadden unieke vechtstijlen. Kimberly’s was een mix van turnbewegingen met klappen, elleboogstoten en trappen. Ze gebruikte vaak de omgeving rondom haar als springplank voor haar aanvallen. Kimberly werd er meestal bijgehaald om een vijand met een duidelijk zichtbare zwakke plek te verslaan.
Halverwege het derde seizoen (1995) werd Kimberly uit de serie geschreven (op verzoek van Amy Jo Johnson zelf). Hiervoor werd een 10-delige aflevering gemaakt die vrijwel geheel om haar draaide en langzaam toewerkte naar haar vertrek. Ze werd vervangen door Katherine Hillard, gespeeld door Catherine Sutherland. In de laatste afleveringen waarin ze meedeed werd ze het doelwit van Katherine, die onder invloed stond van Rita en Lord Zedd. Rond dezelfde tijd moest Kimberly extra veel trainen voor een grote turnwedstrijd. Uiteindelijk belandde ze in het ziekenhuis door een foute beweging tijdens de training. Katherine wist aan Rita’s invloed te ontsnappen en hielp Kim er weer bovenop. Zordon besloot hierna dat Kim lang genoeg een ranger was geweest en gaf haar positie door aan Katherine, wat Kim de mogelijkheid gaf volop te trainen met haar coach Gunthar Schmidt.
Tommy Oliver, gespeeld door Jason David Frank, was lange tijd Kimberly’s vriend en de twee hadden vaak een afspraakje. Na haar vertrek hielden de twee nog contact per post. Echter, in Power Rangers: Zeo kreeg Tommy een brief van Kim met de mededeling dat ze iemand anders had ontmoet.
Kimberly keerde nog even kort terug in de film Turbo: A Power Rangers Movie, waarin zij en Jason Lee Scott werden ontvoerd door Divatox om te dienen als offer voor Maligore. Door Divatox’ toedoen werd Kim slechte en vocht zelfs tegen de Turbo Power Rangers toen die opdoken om Divatox te stoppen. Na te zijn genezen hielp ze de Rangers om Divatox te verslaan. Na de film is er niets meer van Kim vernomen.

## Andere versies
- Kim kwam ook voor in de film Mighty Morphin Power Rangers: The Movie, die zich afspeelde in een alternatief universum. Hierin kreeg ze een nieuw kostuum met een andere helm en een pak gemaakt van metalen en pvc-platen.
- In de rebootfilm Power Rangers uit 2017 kwam een vernieuwde versie van het personage voor vertolkt door Naomi Scott.

## Trivia
- Volgens de MMPR Interactive cd-rom is Kimberly's verjaardag op 14 februari.
- Kimberly’s ouders zijn gescheiden en haar moeder woont in Frankrijk.
- Kimberly kwam voor in de aflevering I'm Dreaming Of A White Ranger, die zich afspeelde gedurende Kerstmis. Dit is echter moeilijk te plaatsen in de Power Rangers tijdlijn en continuïteit.